# Римский троллейбус
Римский троллейбус (итал. Rete filoviaria di Roma) является важной частью общественного транспорта Рима. Система открыта 23 марта 2005, осуществляются ускоренные пассажирские перевозки.
С 1937 по 1972, в Риме существовала обширная троллейбусная сеть, одна из крупнейших в Европе и крупнейшая в Италии.

## История

#### С 1937 по 1972 год
Первая линия троллейбуса в Риме была торжественно открыта 8 января 1937 года при Муссолини. Позднее система расширялась, заменяя автобусы, которые были признаны медленными и неудобными.

После приостановки троллейбусного сообщения в связи с Второй мировой войной, система была восстановлена и расширена в послевоенную эпоху, достигнув в 1957 году своей максимальной длины в 137 км.
В шестидесятых годах и троллейбусы, и трамваи были признаны устаревшими и дорогими в обслуживании и начали заменяться автобусами.
2 июля 1972 был закрыт последний троллейбусный маршрут (№ 47: Porto di Ripetta — Santa Maria della Pietà).

#### После 2005 года
В начале XXI века принято решение сократить количество машин и выбросы углекислого газа путём улучшения транспортного сообщения в центре Рима, особенно электрического. В рамках этого была заявлена реконструкция трамвая (на практике — сокращение) и постройка троллейбуса.
23 марта 2005 был открыт первый маршрут — 90 Экспресс. 1 декабря 2008 был открыт второй маршрут — 90"Д" Экспресс. 18 июня 2012 маршрут 90"Д" Экспресс был отменён. По состоянию на январь 2016, никакие планы по расширению сети не были реализованы.

## Маршрут

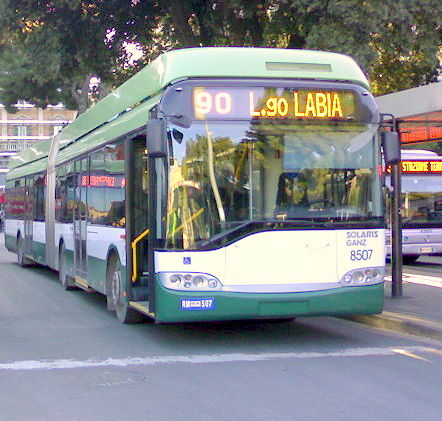
No 8507 at Roma Termini.

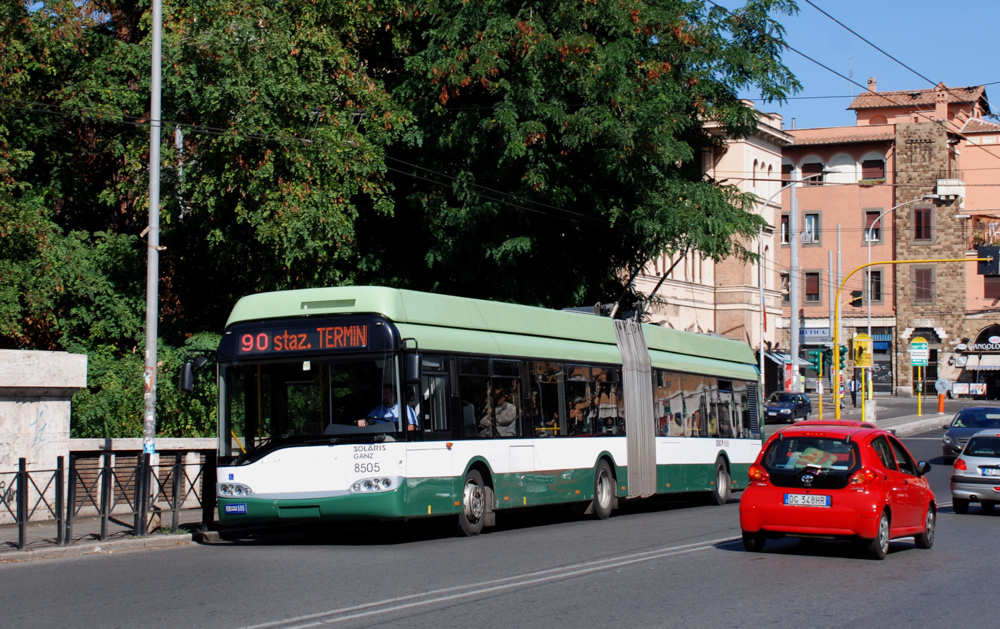
№8505 на Виа Номентана, к югу от площади Семпионе.

Единственный действующий маршрут — 90 Express, Термини ↔ Ларго Лабия. Длина в одну сторону — 11.5 км.
На участке от Порта Пиа до вокзала Термини троллейбусы идут на аккумуляторах и со сложенными штангами, так как отсутствуют провода. Двухпроводная контактная сеть троллейбуса была признана засоряющей пространство и калечащей панораму. На всём остальном маршруте аккумуляторы заряжаются, а троллейбус питается непосредственно от сети.
Новая троллейбусная линия 74 была открыта 8 июля 2019 года. Она работает по выделенному коридору, соединяющему метро Laurentina с Fonte Laurentina.

## Обслуживание
Маршрут проходит между вокзалом Термини и Порта Пиа не в середине дороги, так как считалось, что двухпроводные авиалинии изуродовали бы улицы центра города. По дороге троллейбусы питаются от бортовых аккумуляторов, которые автоматически подзаряжаются вдоль участков, в которых они предусмотрены.
- 60 Express Largo Pugliese se Piazza Venezia (электрифицирован только между Порта Пиа и Пьяцца Семпионе);
- 74 Laurentina Metro ↔ Fonte Laurentina (5,5 км);

## Подвижной состав
Используются сочленённые автобусы Солярис Троллино производства польской фирмы Солярис.
Они укомплектованы электрооборудованием и аккумуляторами производства Шкода для возможности проезда по центру города от вокзала Термини до Порта Пиа.